# 전등신화
전등신화(剪燈新話)는 중국 명대에 저술된 괴이소설집이다. 전 40권으로 되어 있었으나 현재는 4권만이 남아 있다. 본래 《전등록》(剪燈錄)이라고도 하였다. 전21편을 수록하고 있으며, 홍무 11년(1378년)경 성립된 것으로 보인다.
찬자 구우(瞿佑, 1341-1427)는 자는 종길(宗吉), 호는 존재(存齋). 저장성(浙江省) 전당(錢塘) 사람으로서 시인으로 이름이 알려졌다.
각 시대의 괴이담을 기록하고 있으며, 당대의 전기소설(傳奇小說)의 영향을 강하게 받은 흔적이 있다. 남녀간의 농염한 애정사를 다룬 이야기가 많은데 이를 깊고 오묘한 철학적 사고와 이치를 담은 유려한 필치로 담아내고 있다. 이야기 말미마다 사륙병려문으로 판결문 형식의 저자의 평을 수록하였다. 문어체 소설로서는 유일한, 최우수작품이라 할 만하다.
민간에서는 「삼언이박」(三言二拍)이라 불리는 명 말기 통속소설이나 명대의 희곡에 영향을 주었고, 청초 포송령(蒲松齡)의 《요재지이》(聊斎志異)에도 영향을 주었다. 또한 조선에 전래되어 김시습(金時習)의 《금오신화》(金鰲新話)에 큰 영향을 주었고, 이순신(李舜臣)의 《난중일기》(亂中日記)에도 《전등신화》 속 이야기와 관련된 구절이 있다. 《전등신화》는 일본에도 전해져 에도 시대(江戸時代)의 문학에도 많은 영향을 주어, 아사이 료이(浅井了意)의 《오토기보우코》(伽婢子)나 전등신화 속의 「모란정기」(牡丹灯記)를 번안한 산유테이 엔초(三遊亭圓朝)의 「모란정롱」(牡丹灯籠)이 대표로 꼽힌다.
전등신화는 중국에서는 사대부의 교양으로써는 맞지 옳다고 여겨져 금서로 지정된 적도 있었고, 청대(清代)에는 단편밖에 전해지지 않게 되었다. 일본에 남아 있던 게이초(慶長, 1596년 - 1615년) 연간의 간본을 토대로 1917년에 동강(董康)이 번각해 중국에 역수입시켰다.
속편으로 이정(李禎)의 《전등여화》(剪燈餘話) 소경담(邵景詹)의 《멱등인화》(覓燈因話)가 있다.

## 같이 보기
- 금오신화
- 전기소설